# 오보나이정
오보나이정(生保内町)은 아키타현 센보쿠군에 있던 정이다. 현재의 센보쿠시 남동부 다자와호의 남동 일대에 해당한다.

## 역사
- 1889년 4월 1일 - 정촌제 시행에 의해 3촌의 구역으로 오보나이촌이 성립하였다.
- 1956년 9월 30일 - 다자와촌, 진다이촌과 합병해 다자와코정이 성립하였다. 동일 오보나이정이 폐지되었다.

## 교통

### 철도
- 일본국유철도
  - 오보나이선(현:다자와코 선)

### 도로
- 국도 46호선